# Ингальская долина
Инга́льская доли́на — археологический микрорайон в Тоболо-Исетском междуречье, крупнейший по площади на юге Тюменской области, относится к Исетской культурно-исторической провинции. Насчитывает 177 курганов, 55 памятников археологии федерального значения и 5 региональных памятников природы.
На территории долины представлены археологические памятники от мезолита (VIII—VII тыс. до н.э.) до Средневековья (XIV век), относящиеся в том числе к древним арийской (андроновская культура), угорской (саргатская культура древних венгров) и тюркской (бакальская культура) цивилизациям. Часть артефактов хранится в Государственном Эрмитаже в качестве Сибирской коллекции Петра I, другие входили в состав известной утраченной частной коллекции Николааса Витсена.

## Описание
Ингальская долина находится в 75 км к югу от Тюмени, в устье Исети. В этом месте смыкаются границы Исетского, Ялуторовского, Заводоуковского и Упоровского районов Тюменской области. Получила своё название в 1994 году по наиболее распространённому здесь топониму, в переводе с сибирско-татарского языка означает «камышовая».

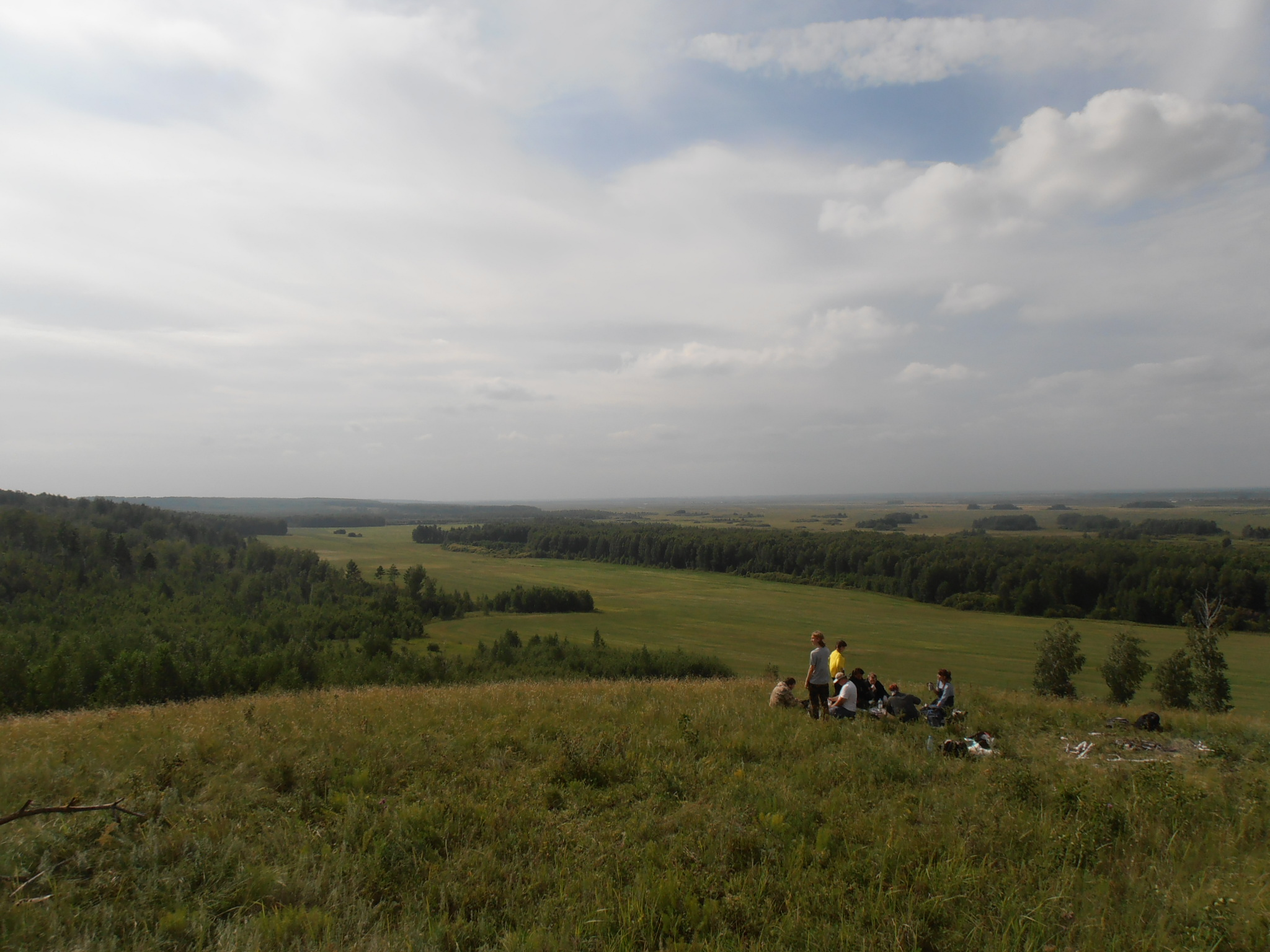
Вид с высокой террасы Исети

Долина занимает площадь около 1 500 км². Образовалась вследствие слияния речных долин Исети и Тобола. На плане имеет форму трапеции с вершиной, обращённой на северо-восток. Протяжённость по направлению север-юг составляет около 55 км, по оси запад-восток — от 20 до 45 км. С точки зрения рельефа выглядит как впадина, которая с севера ограничена высокой террасой Исети, а с востока — террасой Тобола. По центральной части долины протекают притоки Исети — реки Боровая Ингала и Большая Ингала.
Имеются два пути в долину. Южный маршрут лежит из Тюмени по трассе М51 в направлении Кургана. За селом Исетское необходимо пересечь Исеть и перед деревней Солобоево повернуть налево, после чего добраться до Красногорского, начала долины. Северный маршрут предполагает движение из Тюмени трассой Р402 до Заводоуковска, перед которым необходимо повернуть направо, пересечь реку Ук и далее двигаться вновь направо (в западном направлении) в сторону Сунгурово. За Сунгурово пересечь Тобол и достичь Новолыбаево, северо-восточной точки долины.

## История изучения

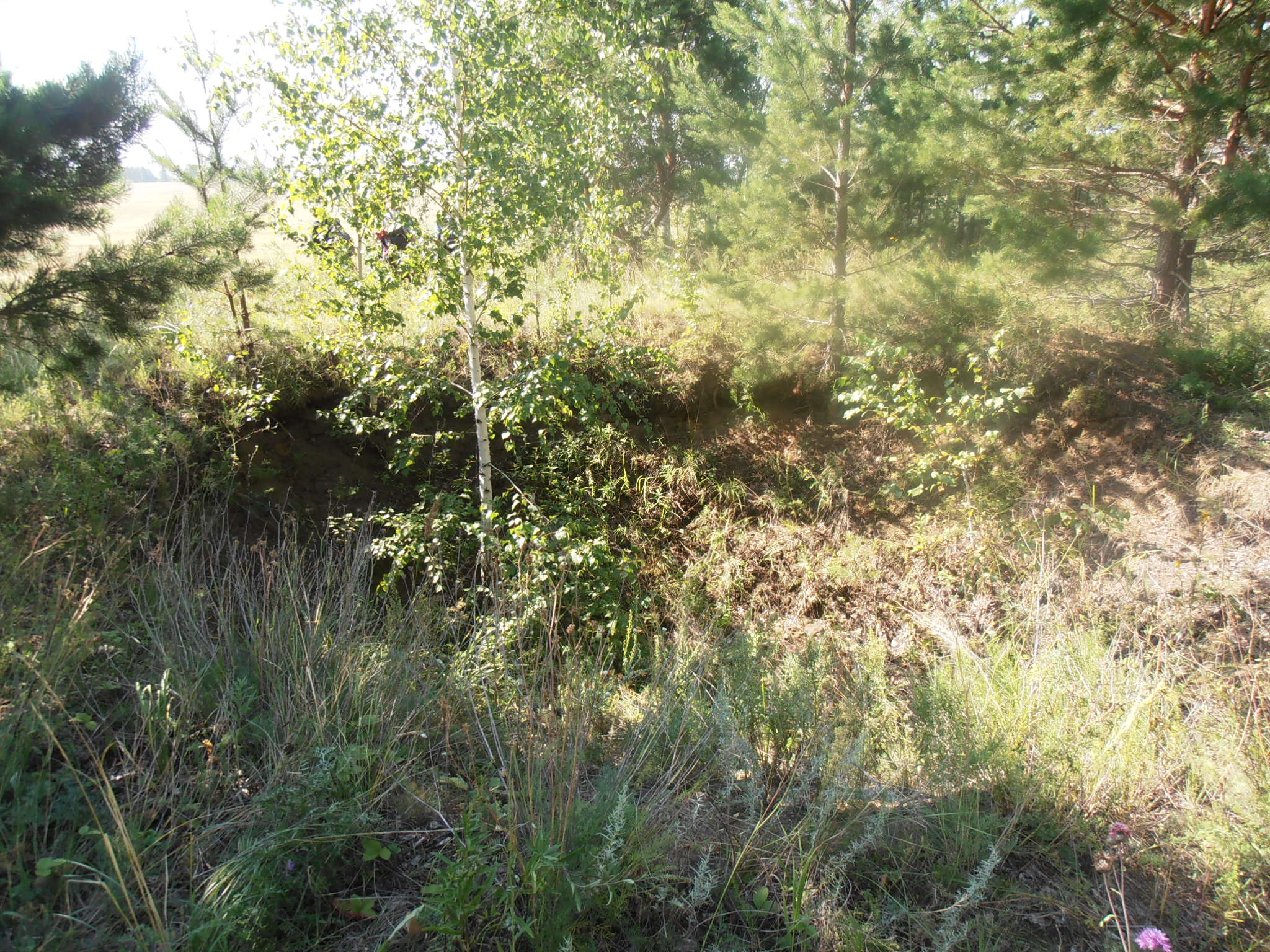
Оставшаяся после бугровщиков яма на Хрипуновском могильнике

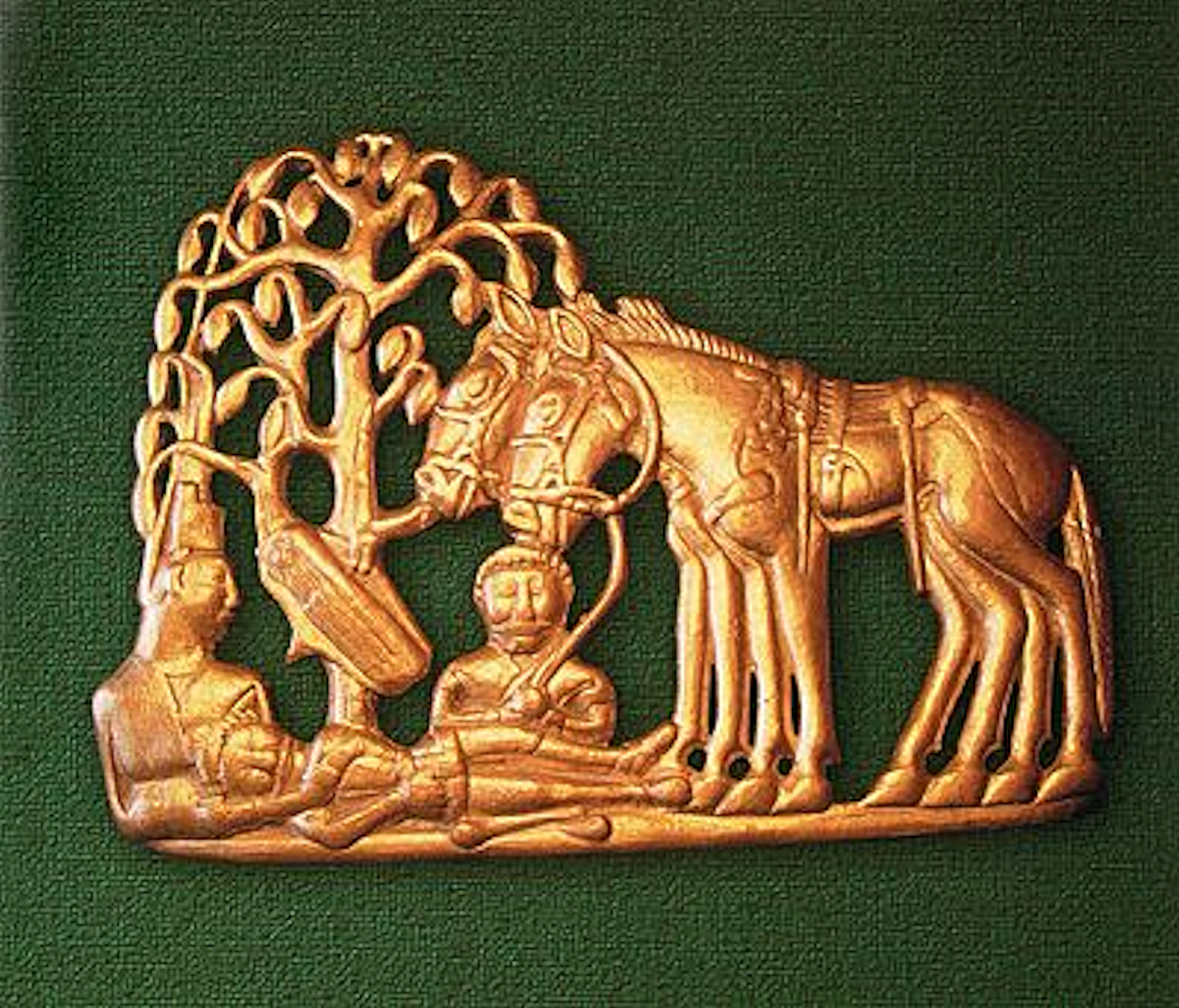
Поясная бляха из Сибирской коллекции Петра I

Первыми исследователями долины стали так называемые «бугровщики», то есть грабители древних погребений. В 1669 году воевода Тобольского разряда П. И. Годунов сообщает царю Алексею Михайловичу, что из «татарских могил» в районе Исети извлекаются золотые, серебряные вещи и посуда. В результате деятельности бугровщиков большинство сокровищ из сибирских курганов навсегда утрачены.
В 1712 году по поручению сибирского губернатора князя М. П. Гагарина комендант Шадринска князь Василий Мещерский начинает раскопки курганов с целью получения золотых, серебряных и медных вещей для пополнения государственной казны. В течение 1715—1717 годов губернатор четырежды отправлял Петру I партии сибирских сокровищ. 250 отправленных Гагариным древних золотых изделий получили известность как Сибирская коллекция Петра Великого, которая сейчас размещена в галерее драгоценностей «Золото скифов» Государственного Эрмитажа.
Часть добытых бугровщиками сокровищ оказалась в частных коллекциях за границей. Самой известной из них была коллекция бургомистра Амстердама Николааса Витсена, состав её известен только по рисованным таблицам в третьем издании его книги «Noord en Oost Tartatye» (1785 год), в то время как сама коллекция после 1717 года исчезла из поля зрения наблюдателей.
Из числа учёных первым ознакомился с находками Д. Г. Мессершмидт, чья экспедиция в Сибирскую губернию состоялась в 1719—1727 годах. Посетивший Сибирь в 1733—1743 годах вместе с Великой Северной экспедицией Г. Ф. Миллер констатировал прекращение бугрования в связи с полным разграблением курганов. П. С. Паллас в составе Академической экспедиции 1768—1774 годов описал курганные могильники Тютринский, Савиновский и Песчанный-I. В 1861 году Н. А. Абрамов опубликовал сведения о курганах и городищах Ялуторовского, Тюменского и Курганского округов. В 1890 году И. Я. Словцов обнародовал перечень курганных могильников и городищ Тобольской губернии, в том числе сведения о могильниках Красногорский-I и Красногорский борок, городищах Змеево и Лизуново (Красногорское). В 1893 году А. Гейкель при раскопках курганов близ Ялуторовска впервые обнаружил следы присутствия здесь захоронений, которые впоследствии стали относить к андроновской культуре.
Возобновление исследований долины в 1959 году связано с именем П. М. Кожина. С 1962 года работает экспедиция Уральского госуниверситета (В. Н. Фролов, Т. Г. Гашева, В. Т. Юровская (Ковалёва), Т. Г. Бушуева, Б. Б. Овчинникова). В 1970—1980-х годах разведочные работы проводили В. А. Могильников из Института археологии АН СССР, Н. П. Матвеева, А. В. Матвеев и И. В. Усачёва (Жилина) из Тюменского госуниверситета, А. С. Сергеев из Института истории и археологии УрО АН СССР.
В 1994 году А. В. Матвеевым были выявлены естественные рубежи долины, что впервые позволило воспринимать её как единый археологический комплекс. На следующий год к поисковым работам приступила Западно-Сибирская археологическая экспедиция Института проблем освоения Севера Сибирского отделения РАН. Указом Президента РФ Б. Н. Ельцина от 20 февраля 1995 года № 176 многие археологические памятники Ингальской долины были отнесены к числу объектов культурного наследия федерального значения. В 1995—2003 годах были выявлены 300 новых археологических памятников.

## Периодизация культурных слоёв
В настоящее время на территории Ингальской долины открыто 549 археологических объектов, древнейшие из которых относятся к среднему каменному веку.

### Каменный век

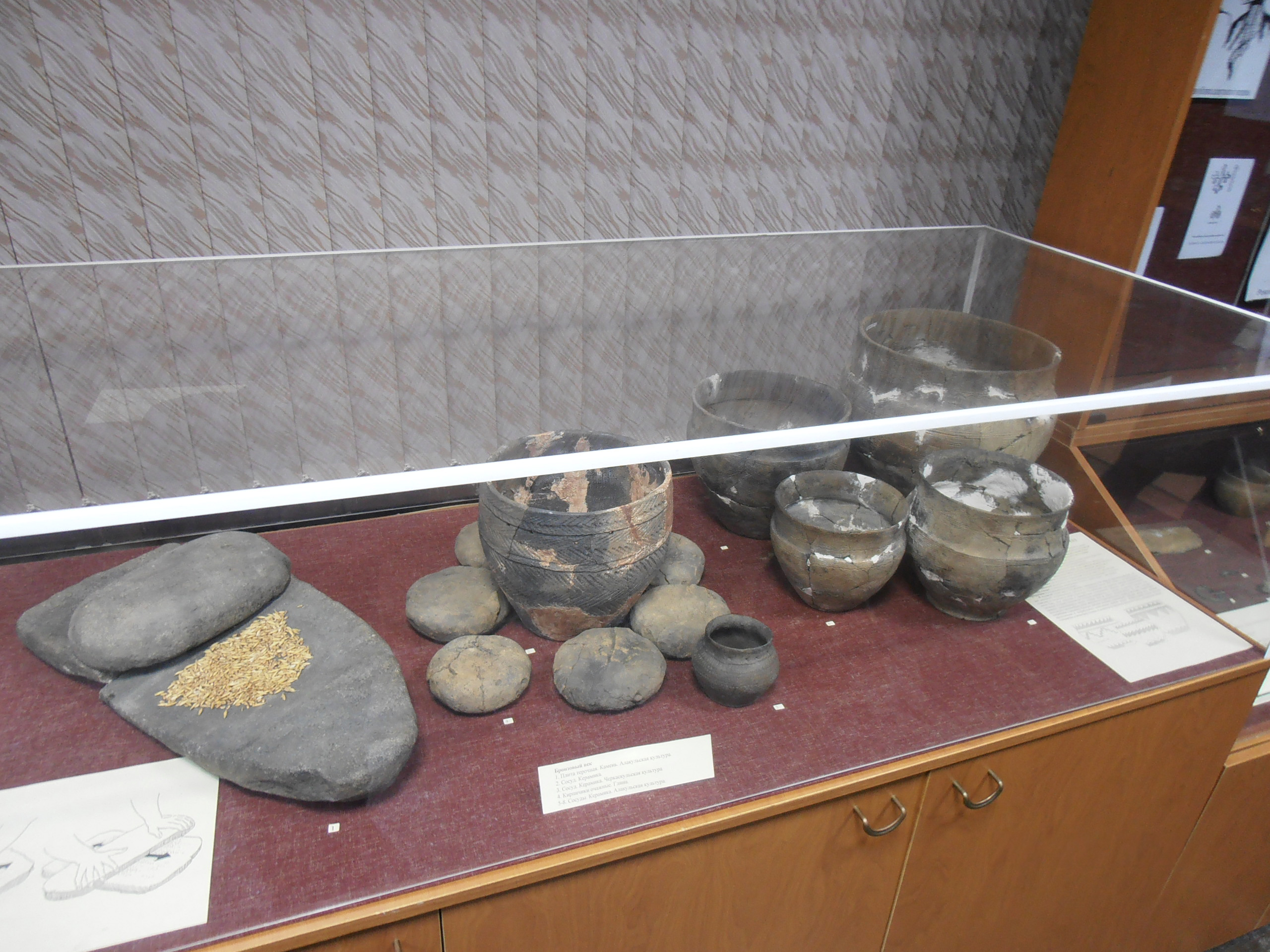
Артефакты бронзового века. Музей археологии и этнографии ТюмГУ, 2013 год

#### Мезолит
Период мезолита представлен в Ингальской долине ранними культурными отложениями археологического памятника «Остров-II». Отсутствие радиокарбонных исследований не позволяет пока определить возраст находок. По аналогии с другими мезолитическими стоянками юга Тюменской области («Катенька» и «Звёздный») хронологические рамки древнейших находок на территории Ингальской долины были ограничены VIII—VII тыс. до н.э.

#### Неолит
С эпохой неолита связаны 37 памятников, выявленные при раскопках поселения «Двухозёрное-I», ритуального комплекса «Остров-II», могильника «Старо-Лыбаево-IV». Из них 6 относятся к кошкинской археологической культуре, 12 к сосновоостровской, 11 к боборыкинской, 3 к полуденской, а 5 не имеют надёжной культурной атрибуции.
По мнению Е. Н. Волкова, наиболее ранней неолитической культурой Ингальской долины следует считать кошкинскую (сер. VI тыс. до н.э. — кон. V тыс. до н.э.), следующей за которой была сосновоостровская (сер. V тыс. до н.э. — IV тыс. до н.э.). Боборыкинская культура (посл. треть V тыс. до н.э. — посл. треть IV тыс. до н.э.) сосуществовала с кошкинской и сосновоостровской, а полуденские памятники малочисленны; возможно, они функционировали во времена, когда окрестные территории пустовали.

### Медный век

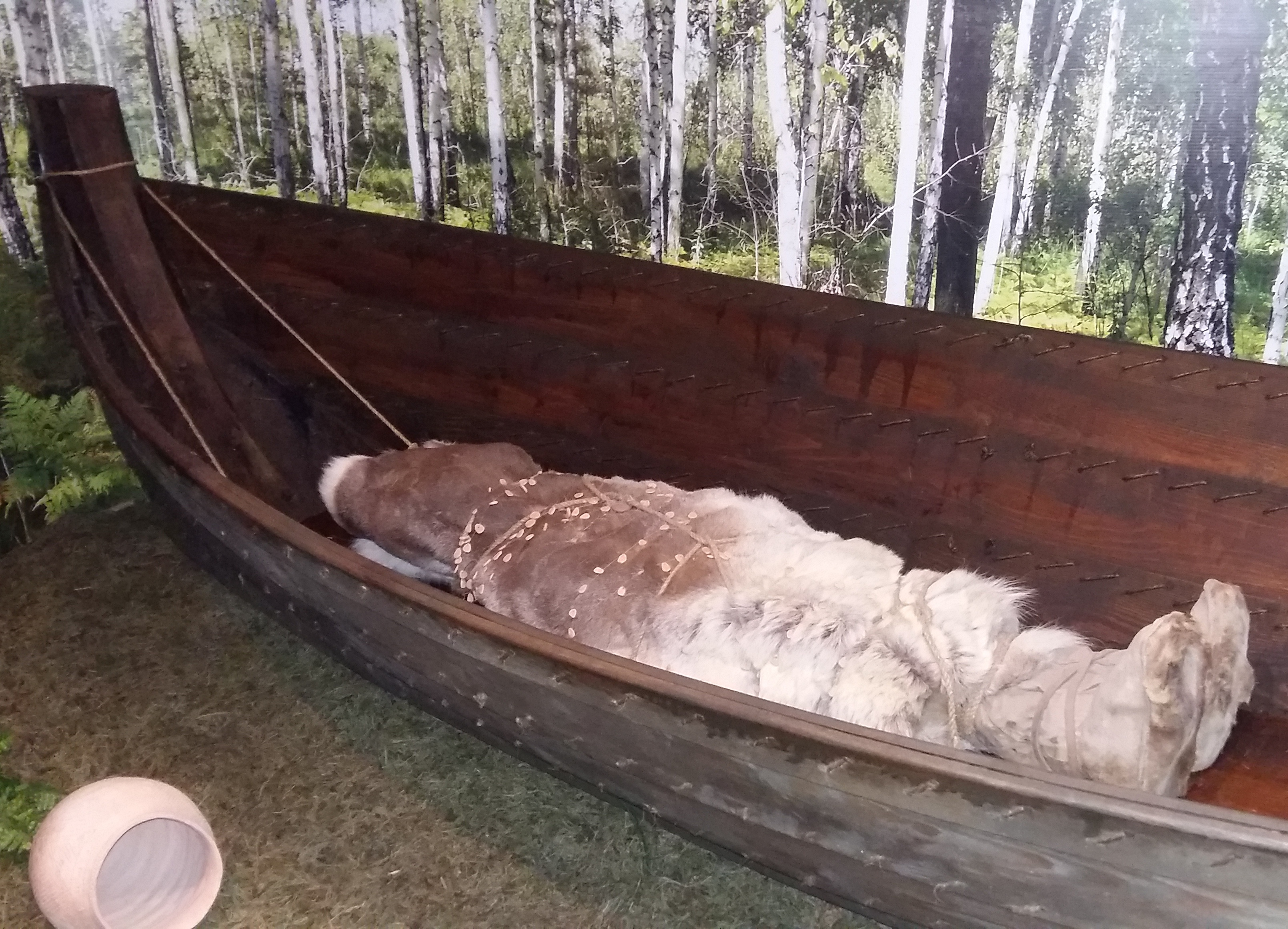
Копия погребальной ладьи из могильника «Бузан-III». Ялуторовский острог, 2016 год (Ялуторовск)

Эпоха энеолита представлена 54 памятниками, из которых 28 относятся к лыбаевской культуре, 12 к андреевской, 14 не получили надёжной атрибуции.
Ранний энеолит (бузанский период развития лыбаевской культуры) отождествляется с артефактами могильника «Бузан-III» (3190 год до н. э. ± 60 лет), поселений «Сазык-IX» (3150 год до н. э. ± 60 лет) и «Липихинское-V».
Самым выдающимся артефактом могильника «Бузан-III» являются обнаруженные в 1996 году остатки деревянной погребальной ладьи длиной более 5 м, древнейшей из найденных в Северной Евразии. По своему возрасту находка сравнима со временем возникновения египетского иероглифического письма (3200—3100 до н. э.). Точная копия ладьи находится сейчас в Археологической галерее Ялуторовского острога.
В первой трети III тыс. до н. э. в долину из Туринской культурно-исторической провинции проникают носители андреевской культуры, до конца III тыс. до н. э. лыбаевская и андреевская культуры развиваются синхронно. Е. Н. Волков предлагает считать эту фазу двухозёрным периодом развития лыбаевской культуры (представлен артефактами поселений «Двухозёрное-I», «Нижнеингальское-IIIа», «Остров-IIа» и «Верхне-Ингальский Борок-II»).

### Бронзовый век

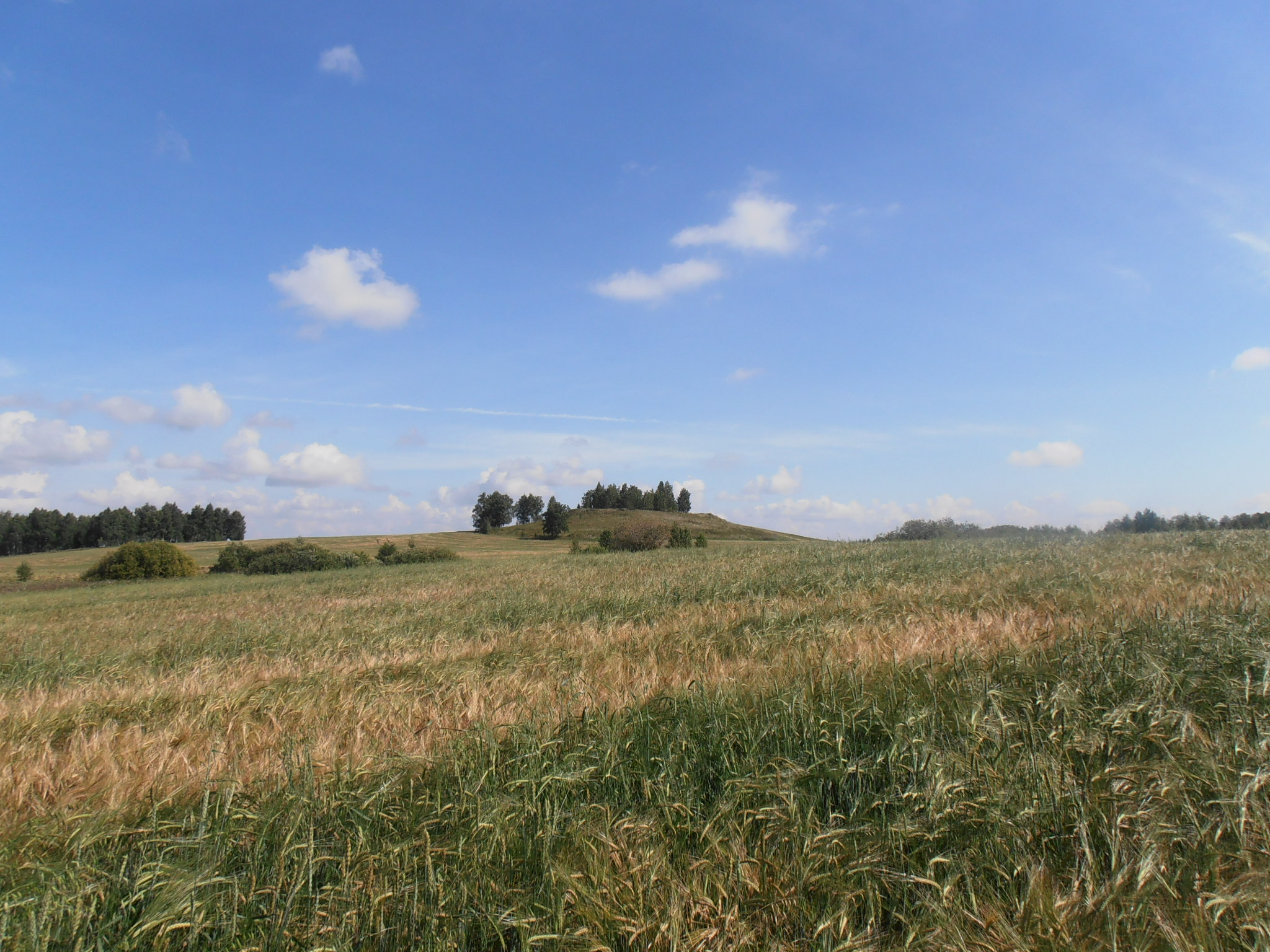
Хрипуновский могильник (Исетский район). Алакульская АК. 2014 год

Бронзовый век в долине разбит на 3 этапа. Этап ранней бронзы (кон. XXII / нач. XXI — сер. XVIII века до н. э.) представлен семью поселениями ташковской культуры (продолжение андреевской) и двумя памятниками имбиряйской.
Этап андроновских древностей представлен 13 памятниками (по 4 от алакульской и фёдоровской культур, 5 от черкаскульской). Открытые в 1893 году А. Гейкелем следы алакульцев в районе Ялуторовска считались свидетельством случайной вылазки алакульской дружины на север, однако сделанные в конце XX века находки в селище «Ук-III» возле Заводоуковска и Хрипуновском могильнике у с. Красногорское заставили более серьёзно рассмотреть вопрос присутствия андроновцев в Ингальской долине. Согласно А. В. Матвееву, алакульская культура состоит из этапов чистолебяжского, алакульского (развитого), камышинского (позднего) и амангельдинского (переходного к фёдоровской культуре). Из них в Ингальской долине обнаруживаются памятники развитого (Хрипуновский могильник — самый северный из алакульских некрополей, поселение «Нижнеингалинское-III») и позднего (вторая группа погребений Хрипуновского могильника, поселение «Ук-III») этапов, датируемые второй четвертью XVIII — серединой XVI века до н. э. Хронологию фёдоровских древностей исследователи относят к сер. XVI — кон. XIV века до н. э., черкаскульских к XIII—XI векам до н. э.
Позднюю бронзу в долине представляют 24 памятника, из которых 12 относятся к пахомовской культуре (хотя она существовала синхронно с черкаскульской), 7 к бархатовской, ещё 5 не имеют устойчивой культурной атрибуции. Хронологическая граница бархатовских древностей (поселение «Щетково-II», Коловское городище) лежит в пределах последней четверти XI — конца VIII века до н. э. С этапа поздней бронзы в Ингальской долине начинается возведение укреплённых поселений (городищ), наиболее ранним из которых является «Ак-Паш-I». Самое высокое из городищ — Лизуново (Красногорское) в Исетском районе, с изучения которого началось открытие бархатовской культуры — расположено на мысу с почти отвесным склоном 45-метровой высоты.

### Ранний железный век

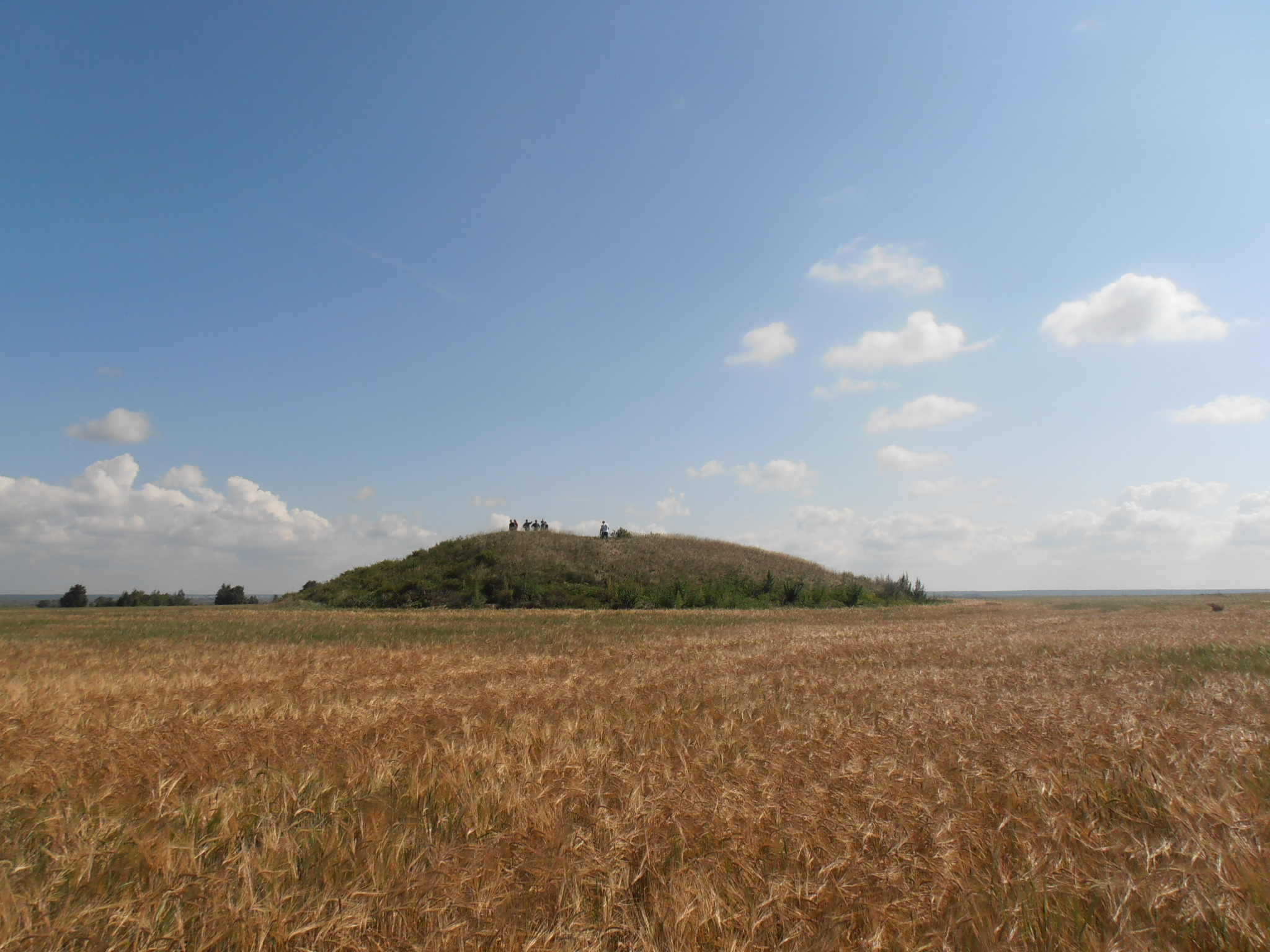
Курган Красногорский-2 (Исетский район). Саргатская АК. 2014 год

Переходное время от бронзового века к железному представлено в Ингальской долине четырьмя памятниками иткульской культуры (кон. VIII—V век до н. э.) и тремя памятниками без устойчивой культурной атрибуции.
К раннему железному веку относятся 139 памятников, в их числе 30 принадлежат к баитовской культуре, 16 к гороховской, 55 к саргатской, 1 к кашинской, 37 не имеют устойчивой культурной атрибуции. Баитовские племена (VII—V век до н. э.), преемники бархатовской культуры, сосуществовали с иткульскими и гороховскими и были вытеснены саргатскими. Гороховские популяции (возникли в VII веке до н. э.) не сразу растворились в саргатской среде, а просуществовали в ней до III века до н. э.. Если ранний этап саргатской культуры (V — нач. III века до н. э.) проходит в сосуществовании с соседями, то во II веке до н. э.—V веке саргаты не имеют соперников во всём Среднем Зауралье.
В первую очередь с саргатами (а частично с баитовскими племенами) ассоциируются курганные некрополи, количество которых достигает 177, причём диаметр отдельных курганных насыпей превышает 60 м. Многие из курганов содержат высокохудожественные изделия из золота, серебра, драгоценных камней и многочисленные украшения, изготовленные в мастерских Древнего Египта, рабовладельческих государств Северного Причерноморья и Средней Азии. Так, при раскопках Тютринского могильника возле с. Суерка в 1981 году Н. П. и А. В. Матвеевыми были обнаружены бусины из голубой шпинели, которая добывается только в Индостане, на Шри-Ланке и Калимантане, а также миниатюрный (длина менее 2 см) фаянсовый амулет Гарпократа (эллинистическая традиция изображения древнеегипетского бога Гора). По мнению А. В. Матвеева, богатство погребений саргатской эпохи может свидетельствовать о том, что на рубеже нашей эры долина была местом захоронения представителей одного или нескольких «царских» родов саргатского племенного объединения, источником обогащения которых являлся контроль над поставками стратегических товаров в систему Великого шёлкового пути.
Выявленный в урочище Медный Борок саргатский посёлок занимает площадь 15,5 га, что позволяет отнести его к категории городов.

### Эпоха Средневековья
Средневековье представлено в долине 21 памятником, из них 7 принадлежат бакальской культуре (IX—XV века), 4 юдинской (X—XIII века), а 10 не обрели культурной атрибуции. Принято считать, что бакальская и юдинская культуры сосуществовали, однако имеется необходимость в обосновании более ранней даты возникновения бакальской культуры, чтобы заполнить промежуток в 300 лет после исчезновения в V веке саргатов.

Археологи за работой
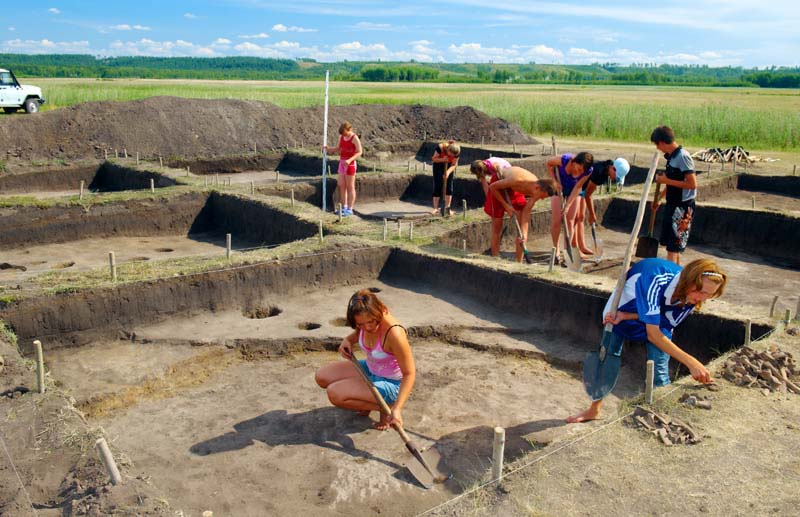
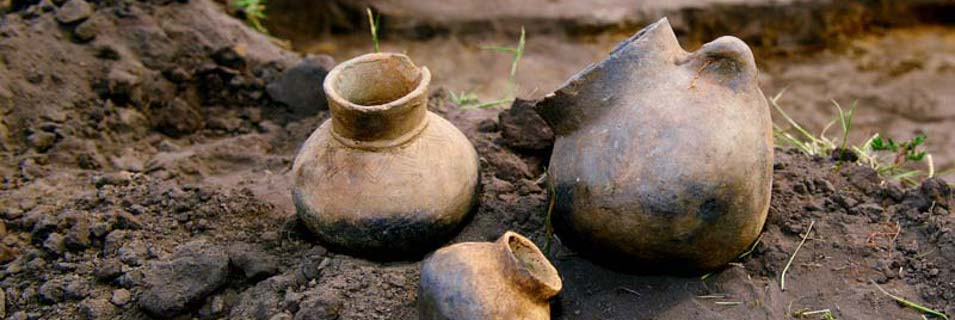
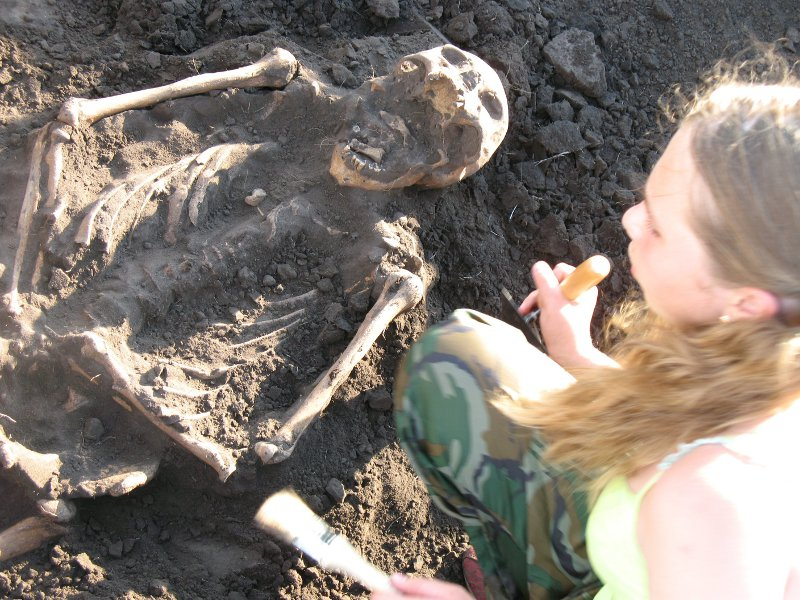

## Туристическое использование
Интерес для туристов могут представлять расположенные в долине особо охраняемые природные территории и объекты культурного наследия. Так, расположенные в Ялуторовском районе урочище Бузан, Зиновский и Хохловский курганы, а также находящееся в Исетском районе Марьино ущелье являются памятниками природы регионального значения. К числу объектов культурного наследия федерального значения отнесены:
- в Заводоуковском районе

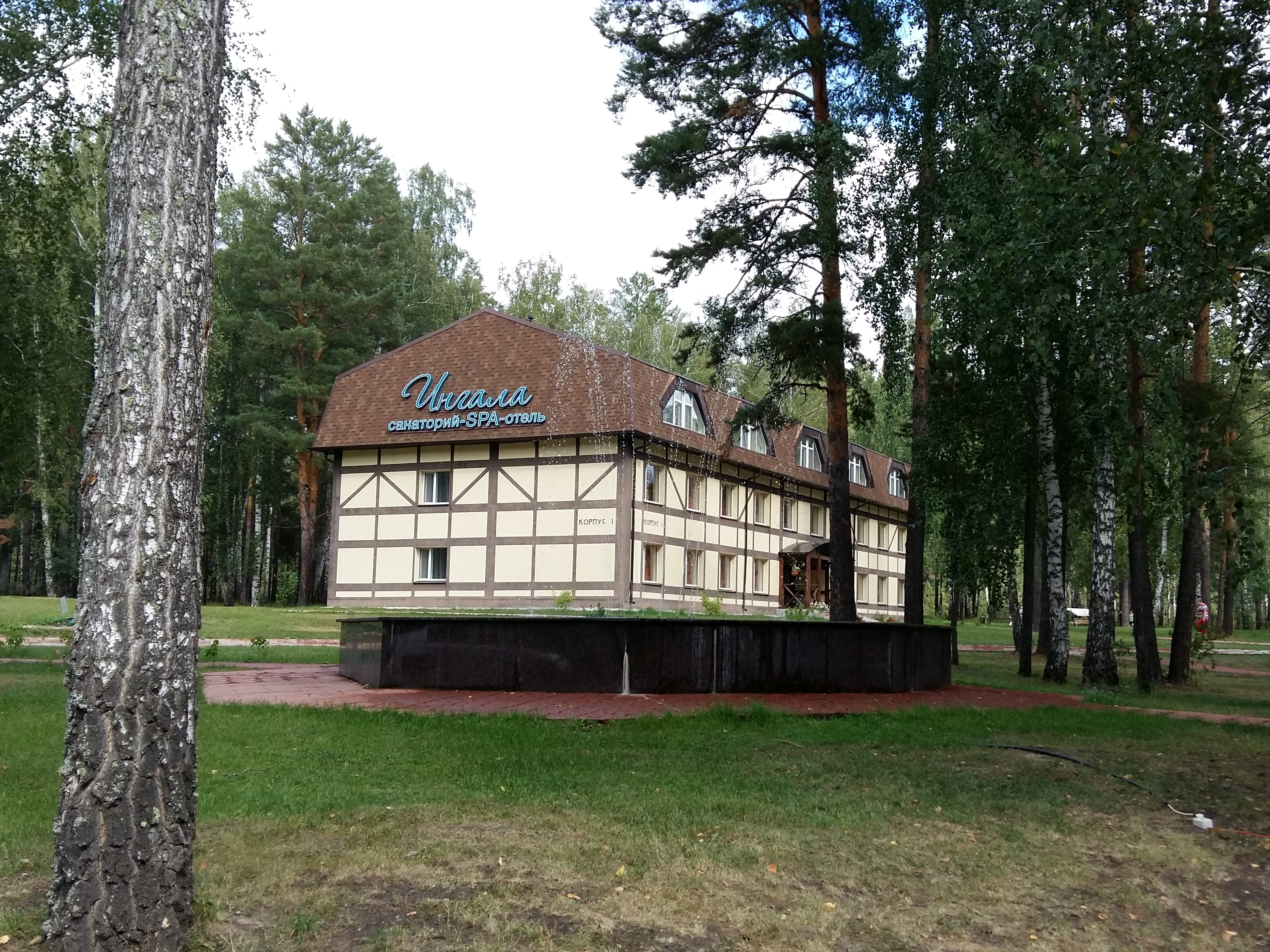
Санаторий—SPA-отель «Ингала».

  - поселение «Гилёва-VIII» (7210018000)
  - укреплённое поселение «Гилёва-VI» (7210019000)
  - комплекс памятников (7210020000) — городища «Старо-Лыбаево-I», «Старо-Лыбаево-II» и «Устюг-II», курганные группы «Остров», «Старо-Лыбаево-IV», «Старо-Лыбаево-V», «Старо-Лыбаево-VI» и «Устюг-I», поселения «Старо-Лыбаево-VII», «Старо-Лыбаево-IX», «Устюг-III», «Ук-VIII», «Ук-IX», «Ук-X», «Ук-XI», «Ук-XII», «Ук-XIII», «Ук-XIV» и «Ук-XV», селище «Старо-Лыбаево-III»
- в Исетском районе - памятники археологии городища «Коловское» (7210022000) и Слободо-Бешкильское (7210026000), могильник «Красногорский-I» (7210023000), поселения «Коловское-I» (7210024000) и «Коловское-II» (7210025000)
- в Упоровском районе
  - комплекс памятников (7200000018) — курганная группа «Бугорки-I», селище «Боровушки-I», стоянка (селище) «Боровушки-III»
  - поселение «Ингалинка-I» (7210063000)
  - могильник «Пушкарёвский-I» (7210064000)
  - городище «Скородум» (7210065000)

В долине действуют школьные археологические лагеря «Исседон» в Исетском районе и «Лукоморье» в Заводоуковском. Заводоуковский краеведческий музей предлагает выставку «Тайны Ингальской долины», а в летний период автоэкскурсию «Археологическое наследие Ингальской долины» по маршруту Заводоуковск—Лыбаево—археологические памятники—д. Нижний Ингал (на транспорте заказчика).
В 2015 году в Заводоуковском городском округе возле села Падун был введён в эксплуатацию санаторно-курортный комплекс «Ингала» (площадь территории 13 га, номерной фонд 350 мест), построенный на месте ранее существовавшего санатория «Нива».

Региональный памятник природы «Марьино ущелье»
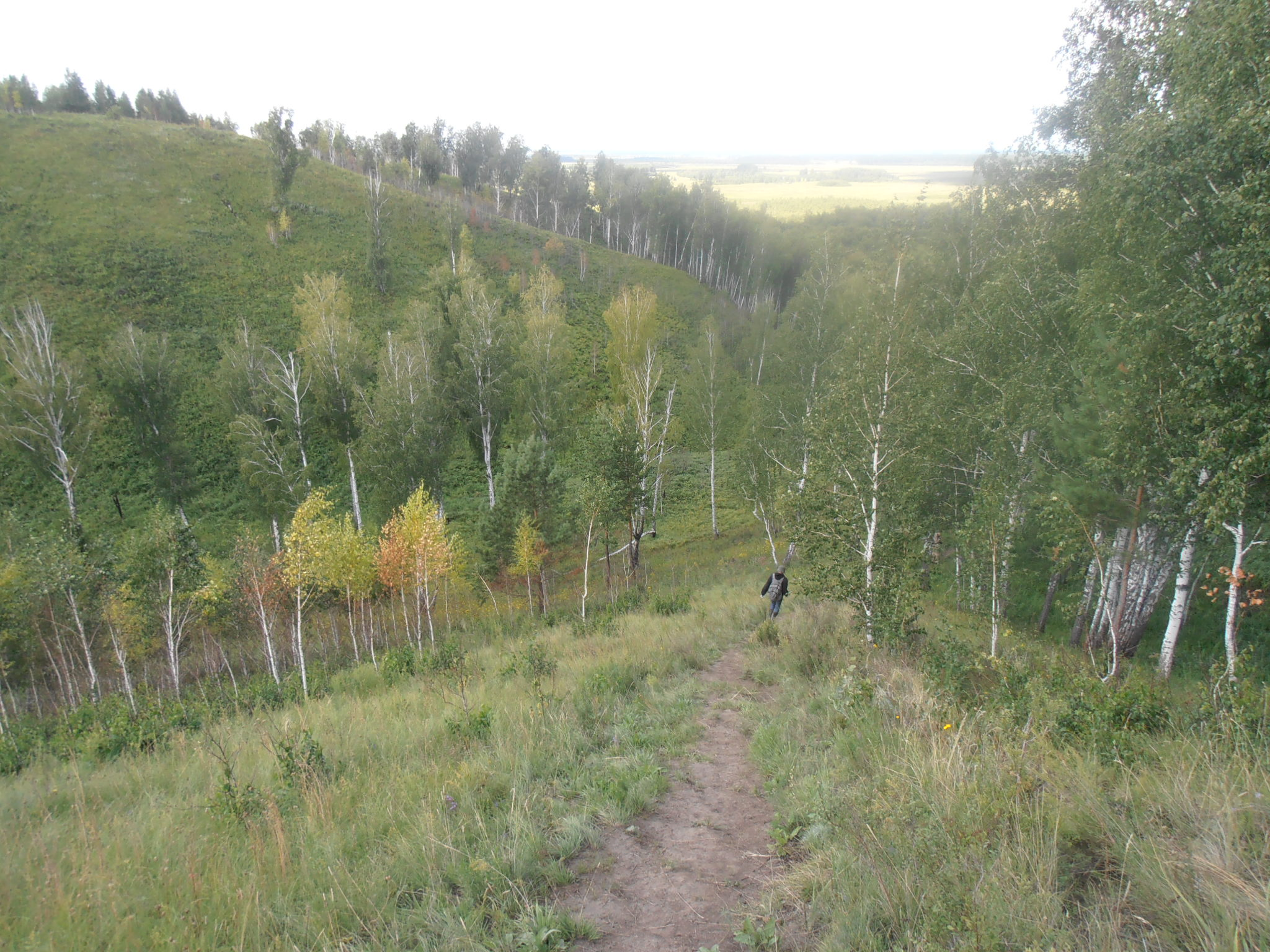
Спуск по правому склону
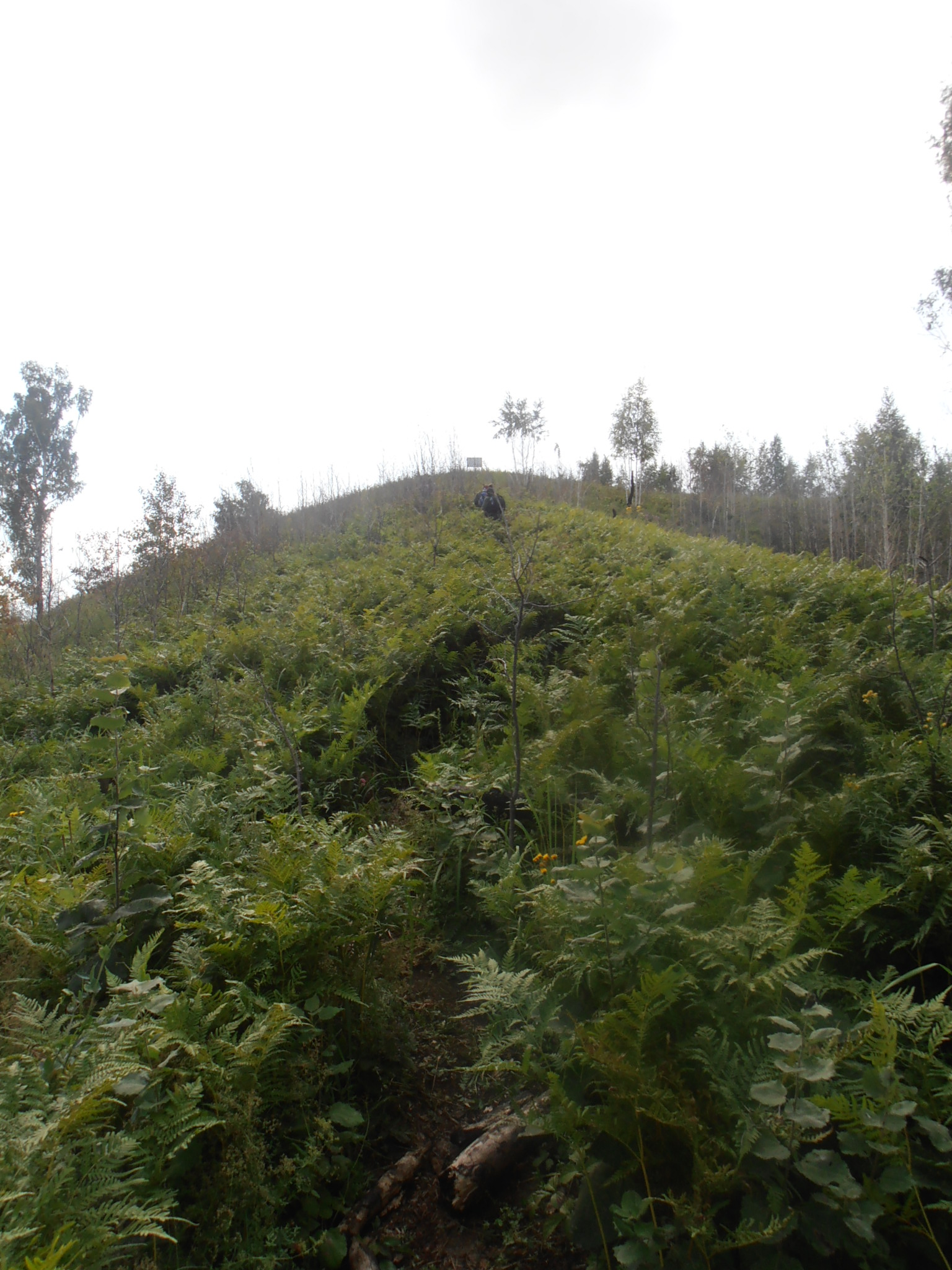
Подъём на левый склон
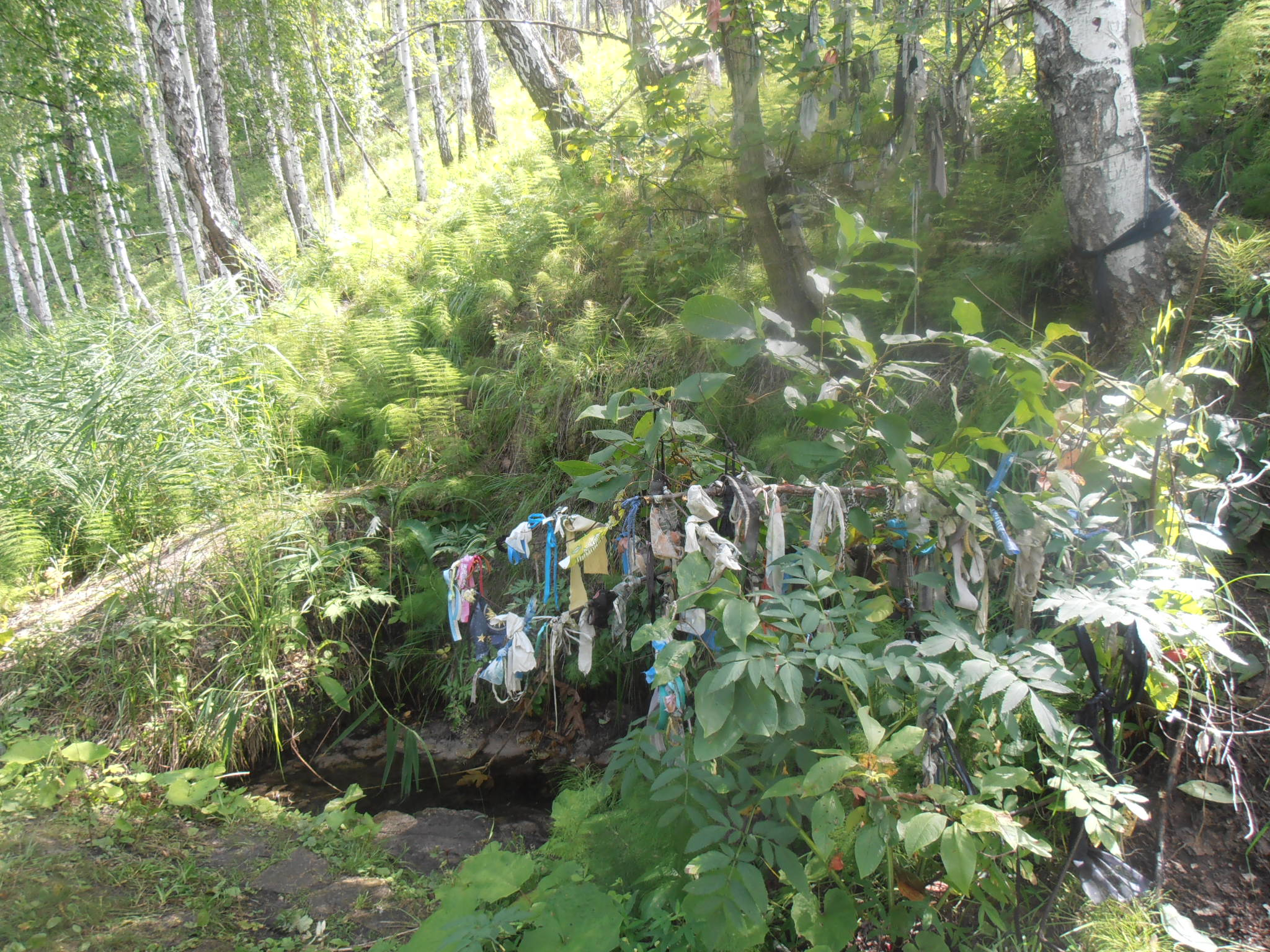
Родник на дне ущелья. «Свадебное» дерево

### Научные публикации
- Адаев В. К реконструкции лодки из энеолитического могильника Бузан-3 в Ингальской долине (интерпретация с использованием данных этнографии) // AB ORIGINE: проблемы генезиса культур Сибири : Сборн. науч. трудов. — Тюмень: Издательский дом «Три Т», 2008. — Вып. 2. — С. 169—187.
- Аношко О. М. К вопросу о происхождении и периодизации бархатовской культуры позднего бронзового века лесостепного Зауралья // Историко-культурное наследие Северной Азии: Итоги и перспективы изучения на рубеже тысячелетий (Материалы XLI Региональной археолого-этнографической студенческой конференции. Барнаул, 25-30 марта 2001 г.) / Под ред. А. А. Тишкина. — Барнаул: Изд-во Алт. ун-та, 2001. — С. 262—264. — 600 с. — 400 экз. — ISBN 5-7904-036-5.
- Бахарева Т. Н. Алакульская керамика Хрипуновского могильника // Историко-культурное наследие Северной Азии: Итоги и перспективы изучения на рубеже тысячелетий (Материалы XLI Региональной археолого-этнографической студенческой конференции. Барнаул, 25-30 марта 2001 г.) / Под ред. А. А. Тишкина. — Барнаул: Изд-во Алт. ун-та, 2001. — С. 228—231. — 600 с. — 400 экз. — ISBN 5-7904-036-5.
- Волков Е. Н. Комплекс археологических памятников Ингальская долина. — Новосибирск: Наука, 2007. — 224 с. — 500 экз. — ISBN 978-5-02-031090-2.
- Волков Е. Н. Комплекс древних и средневековых памятников Ингальская долина: Дис. канд. ист. наук: 07.00.06. — М.: РГБ, 2006. — 267 с. (недоступная ссылка)
- Матвеев А. В. Ингальская долина // Большая Тюменская энциклопедия / Гл. ред. Г. Ф. Шафранов-Куцев. — 1-е изд. — Тюмень: НИИ региональных энциклопедий ТюмГУ; «Сократ», 2004. — Т. 2. И—П. — С. 20. — 495 с. — 10 000 экз. — ISBN 5-88664-171-8.
- Матвеев А. В. Снова об Ингальской долине // Наука в Сибири : газета. — Новосибирск: Сибирское отделение РАН, 1998. — № 1—2.
- Матвеева Н. П., Волков Е. Н., Рябогина Н. Е. Древности Ингальской долины: Новые памятники бронзового и раннего железного веков. — Новосибирск: Наука, 2003. — 174 с. — 500 экз.

### Популярные издания
- Воинский Т. Загадочный мир Ингальской долины // Аргументы и факты : газета. — Тюмень, 14.07.2010.
- Воинский Т. Сокровища Саргатии // Тюменская правда : газета. — Тюмень, 28 сент. 2011.
- Кривошеев С. Истинные арийцы. Тюменские историки считают, что нашли прародину легендарных ариев // Итоги : журнал. — М., 1996. — № 32.
- Матвеев А. В. и др. Археологический комплекс «Ингальская долина»: путешествия во времени. — Тюмень: Сити-пресс, 2006. — 28 с.
- Матвеев А. В. Затерянный мир Ингальской долины. — Тюмень: ОАО «Тюменский Дом печати», 2004. — 144 с. — (Новая сибирская библиотека). — 1000 экз. — ISBN 587591-042-9.
- Панкина Т. Ингальская долина: почувствуйте себя немножко царями. Вслух.ру (1 ноября 2006). Дата обращения: 15 октября 2009. Архивировано 4 апреля 2012 года.
- Панкина Т. Легенды Ингальской долины // Отдых в России : журнал. — М.: ЗАО «Четвёртая власть», 2007. — № 39.
- Ситников, Павел (15 июня 2011). Марьино ущелье или Где растут сибирские орхидеи. Мегатюмень.ру. Тюмень: ИД Мегаполис. Дата обращения: 9 февраля 2013.
- Спицына Л. Зов веков // Поиск : газета. — М.: «ПОИСК», РАН, 2006, 22 декабря. Архивировано 25 апреля 2013 года.